# Episcopalis communio
Episcopalis communio est une constitution apostolique donnée par le pape François le 15 septembre 2018 et publiée le 18 septembre suivant. Elle prend acte des différentes organisations utilisées lors des précédents synodes des évêques, et définit que son document final « participe au magistère ordinaire ».

## Présentation

### Contexte et publication
Une des principales caractéristiques de Episcopalis communio est selon le secrétaire du conseil du synode Fabio Fabene (it) « d'écouter autant que possible la réalité et les gens », avec notamment l'organisation d’enquêtes préalables. Le document précise également le travail qui doit être réalisé après le synode et prévoit également la possibilité d'une réunion présynodale comme pour le Synode des évêques sur la jeunesse, la foi et le discernement vocationnel,. Elle est présentée comme la suite logique de l'exhortation apostolique Evangelii gaudium, car le pape entend selon le cardinal Baldisseri « remodeler profondément toutes les structures ecclésiales, afin qu'elles deviennent plus missionnaires ».
La constitution a été signée le 15 septembre par le pape François. Cette date fait mémoire de la création en 1965 par le pape Paul VI du Synode des évêques selon le cardinal Baldisseri.